# Pablo García (football, 2006)
Pour les articles homonymes, voir Pablo García et García.
García  Fernández est un nom espagnol. Le premier nom de famille, en général paternel, est García ; le second, en général maternel, souvent omis, est Fernández.
Pablo García Fernández, né le 15 août 2006 à Séville en Espagne, est un footballeur espagnol qui évolue au poste d'ailier droit au Real Betis.

## Biographie

### Carrière en club
García rejoint le centre de formation du Real Betis à l'âge de 6 ans. Il progresse des les catégories jeunes jusqu'à faire ses débuts senior avec l'équipe réserve, le Betis Deportivo, en 2023.
Le 23 janvier 2025, il signe son premier contrat professionnel avec le club. Il fait ses débuts en équipe première le 25 février 2025, lors d'une victoire en Liga face au RCD Mallorca (1-0).

### Carrière en sélection
García est appelé pour la première fois avec l'équipe d'Espagne des moins de 19 ans en novembre 2024.

## Statistiques

### En club
| Saison                | Club                  | Championnat           | Championnat | Championnat | Championnat | Coupe(s) nationale(s) | Coupe(s) nationale(s) | Coupe(s) nationale(s) | Compétition(s) continentale(s) | Compétition(s) continentale(s) | Compétition(s) continentale(s) | Compétition(s) continentale(s) | Total | Total | Total |
| Saison                | Club                  | Division              | M.          | B.          | P.d.        | M.                    | B.                    | P.d.                  | Comp.                          | M.                             | B.                             | P.d.                           | M.    | B.    | P.d.  |
| 2023-2024             | Betis Deportivo       | Segunda Federación    | 4           | 0           | 0           | -                     | -                     | -                     | -                              | -                              | -                              | -                              | 4     | 0     | 0     |
| 2024-2025             | Betis Deportivo       | Primera Federación    | 24          | 5           | 4           | -                     | -                     | -                     | -                              | -                              | -                              | -                              | 24    | 5     | 4     |
| Sous-total            | Sous-total            | Sous-total            | 28          | 5           | 4           | 0-                    | -                     | -                     | -                              | -                              | -                              | -                              | 28    | 5     | 4     |
| 2024-2025             | Real Betis            | La Liga               | 3           | 0           | 0           | 0                     | 0                     | 0                     | C4                             | 2                              | 0                              | 0                              | 5     | 0     | 0     |
| Total sur la carrière | Total sur la carrière | Total sur la carrière | 31          | 5           | 4           | 0                     | 0                     | 0                     | -                              | 2                              | 0                              | 0                              | 33    | 5     | 4     |

## Palmarès

### En sélections nationales
Espagne -19 ans
- Championnat d'Europe
  - Finaliste en 2025